# Leffrinkhoeke
Leffrinkhoeke (officieel: Leffrinckoucke) is een gemeente in de Franse Westhoek, in het Franse Noorderdepartement (Frans: département du Nord). De gemeente ligt in Frans-Vlaanderen aan de Noordzee (Opaalkust) en is aaneengegroeid met de agglomeratie van Duinkerke. Leffrinkhoeke grenst aan de gemeenten Gijvelde, Uksem, Tetegem en Duinkerke. Ze telde op 1 januari 2022 4.101 inwoners.

## Geschiedenis
Het gebied werd oorspronkelijk bevolkt door de Menapiërs, en Gallo-Romeins vaatwerk werd hier aangetroffen. In 1241 werd de plaatsnaam voor het eerst vermeld, als Lefringhehoeck. Het behoorde tot het Graafschap Vlaanderen en later tot de Spaanse Nederlanden. In 1658 vond in deze buurt de Slag bij Duinkerke plaats, leidend in 1662 tot Franse overheersing van deze streek. Ook de Franse revolutie kwam in deze streken en leidde in 1793 tot de Slag bij Hondschote, waarbij de geallieerden verloren van de Fransen. In 1874 werd het Fort des Dunes gebouwd, dat Duinkerke tegen invallen moest beschermen.
In 1911 werd begonnen aan de bouw van de Usine de Dunes, een grote staalfabriek.
Van 25 mei tot 3 juni 1940 vond aan de stranden de Slag om Duinkerke plaats, gepaard gaande met de evacuatie van de Belgische en Franse troepen naar Engeland.
Na de Tweede Wereldoorlog werd in het dorp nog de Sint-Catharinakerk gebouwd, welke echter niet meer bestaat.

## Geografie
De oppervlakte van Leffrinkhoeke bedroeg op 1 januari 2022 7,28 vierkante kilometer; de bevolkingsdichtheid was toen 563,3 inwoners per km².

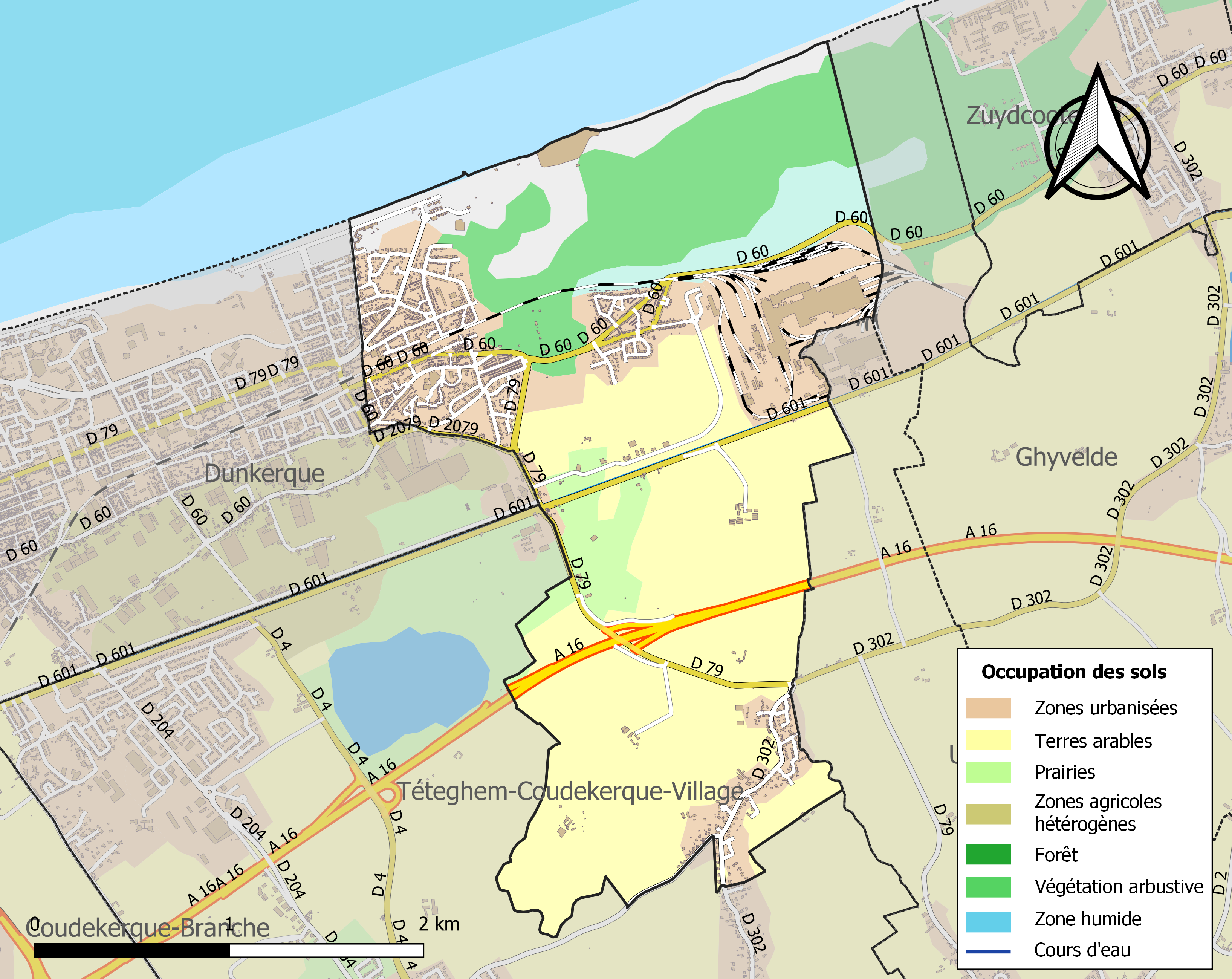
Kaart van de gemeente met belangrijkste infrastructuur, bodemgebruik en omliggende gemeenten

## Bezienswaardigheden
- Ten oosten van Leffrinkhoeke ligt in de duinen een fort, het Fort des Dunes. Het fort werd gebouwd rond 1878-1880, als strategisch verdedigingspunt rond Duinkerke. Het fort en het omliggend gebied bestreken een oppervlakte van 12 hectare. De kazerne kon onderdak bieden aan 13 officieren, 22 onderofficieren en 416 soldaten. In de Eerste Wereldoorlog werd het fort door de burgerbevolking gebruikt als schuilplaats. In de Tweede Wereldoorlog werd het zwaar gebombardeerd door de Luftwaffe waarbij ongeveer 100 man omkwamen. De Duitsers namen het fort weer in gebruik, en integreerden het in hun Atlantikwall.
- Op het strand en in de duinen liggen nog resten van Duitse artilleriebunkers van de Batterij van Zuydcoote.
- De Jezus Werkmankerk (Église Jésus Ouvrier) is een modern kerkgebouw aan de Rue Pasteur, dat echter onttrokken werd aan de eredienst.

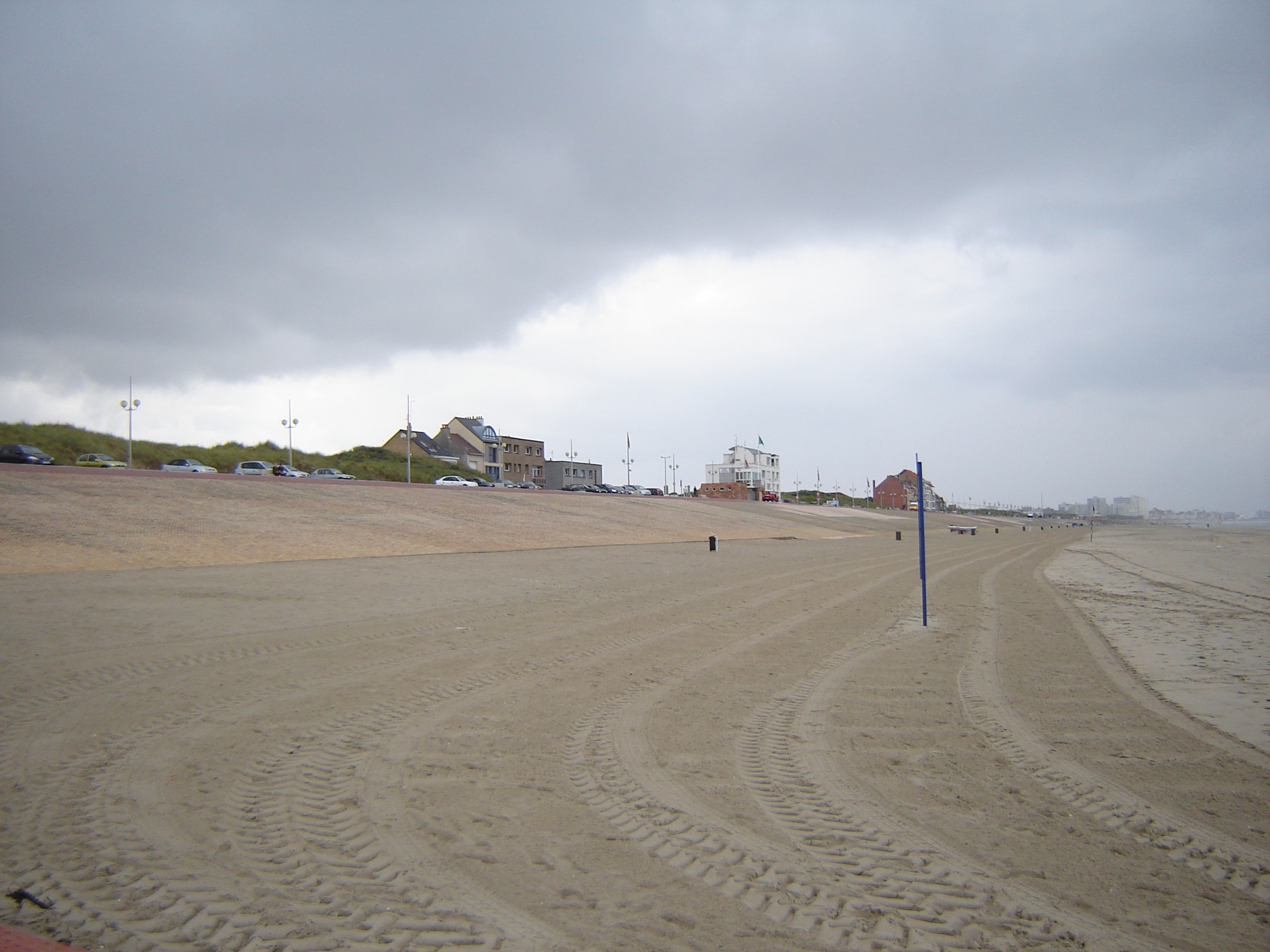
Strand en zeedijk
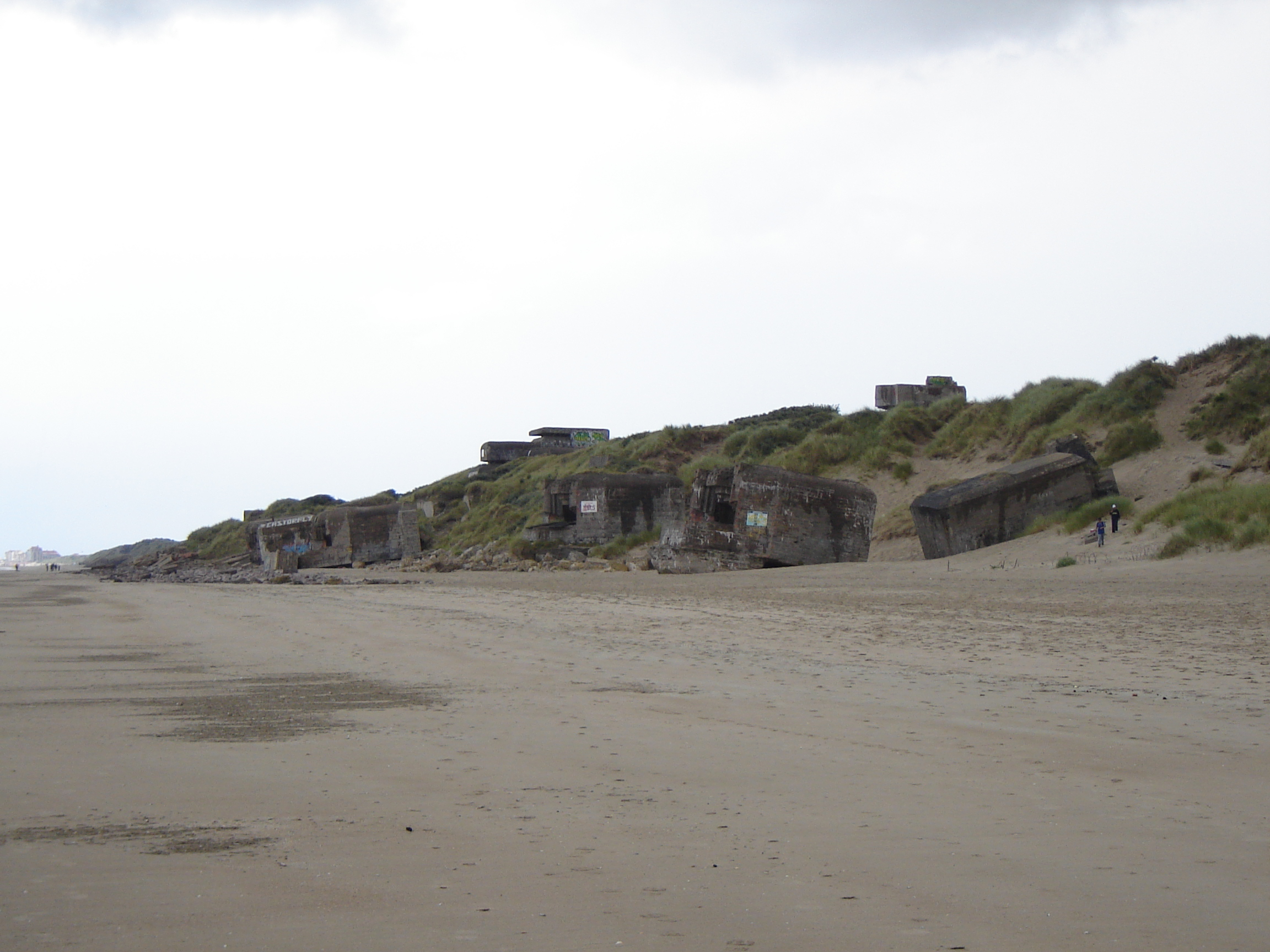
Strand met Duitse bunkers
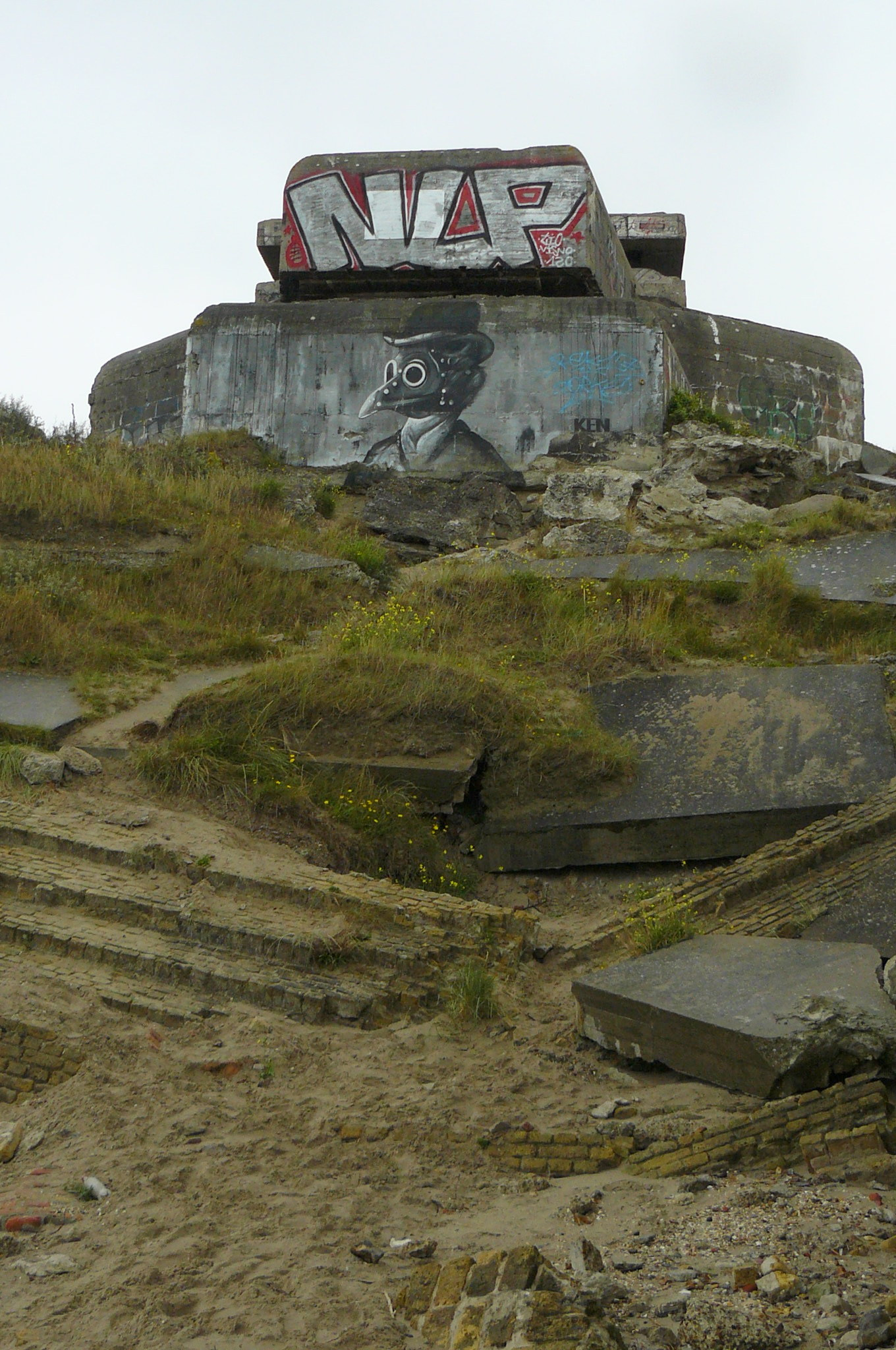
Duitse bunker van de Tweede Wereldoorlog op het duin bij de Batterij van Zuydcoote
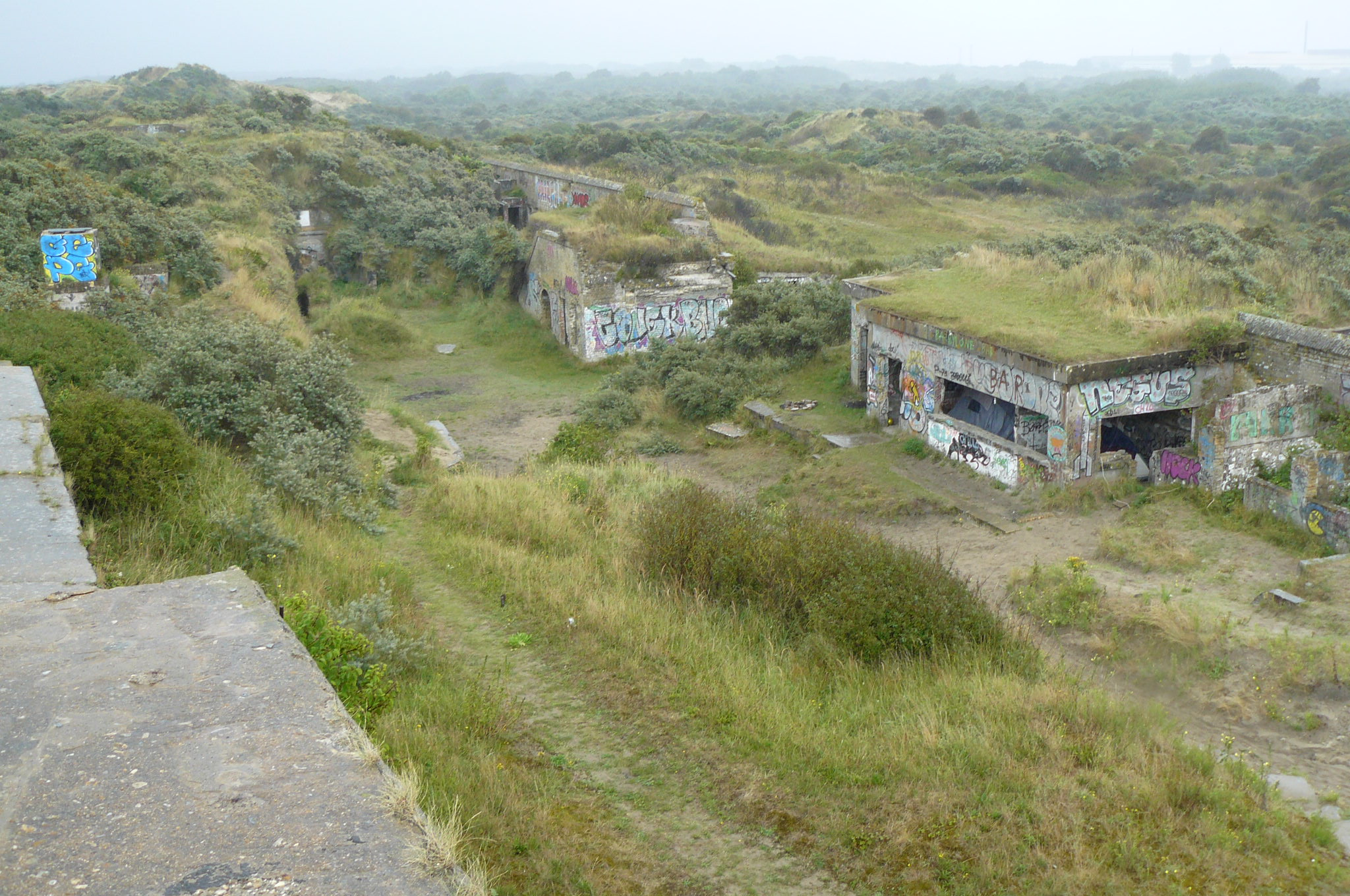
Franse Batterij van Zuydcoote, gelegen net achter de eerste duinenrij met de Duitse bunkers op het strand

## Natuur en landschap
Leffrinkhoeke kent twee kernen: Leffrinkhoeke-dorp en Leffrinkhoeke-strand. Het dorp ligt in het blootland en Leffrinkhoeke-strand is de badplaats die een strand en een duingebied kent. Het duingebied is voor een belangrijk deel als natuurreservaat ingericht: het Dune Dewulf. In westelijke richting is Leffrinkhoeke vastgegroeid aan de Duinkerkse agglomeratie.
De hoogte van Leffrinkhoeke bedraagt 0-23 meter. Achter de duinen ligt het Kanaal Nieuwpoort-Duinkerke.

## Economie
De economie van Leffrinkhoeke omvat het toerisme en vooral de Usine de Dunes, een grote staalfabriek die vanaf 1911 achter in de duinen werd gebouwd en veel meer arbeiders omvatte dan er in het kleine dorpje woonden. Daardoor waren de voorzieningen in het dorpje ontoereikend, zodat men aangewezen was op de nabijgelegen stad Duinkerke.

## Demografie
Onderstaande figuur toont het verloop van het inwonertal (bron: INSEE-tellingen).

## Aangrenzende gemeenten
Leffrinkhoeke grenst aan de gemeenten Gijvelde, Uksem, Duinkerke en Tetegem.

## Geboren
- Michel Hidalgo (1933-2020), Frans voetballer en voetbalcoach

## Nabijgelegen kernen
Malo, Rozendaal, Zuidkote, Tetegem, Uksem, Gijvelde